# Zolotonoșka, Drabiv
Zolotonoșka (în ucraineană Золотоношка) este o comună în raionul Drabiv, regiunea Cerkasî, Ucraina, formată numai din satul de reședință.

## Demografie
Componența lingvistică a comunei Zolotonoșka
     Ucraineană (99,07%)
     Alte limbi (0,93%)
Conform recensământului din 2001, majoritatea populației comunei Zolotonoșka era vorbitoare de ucraineană (99,07%), existând în minoritate și vorbitori de alte limbi.